# Olimpíada d'escacs de 1982

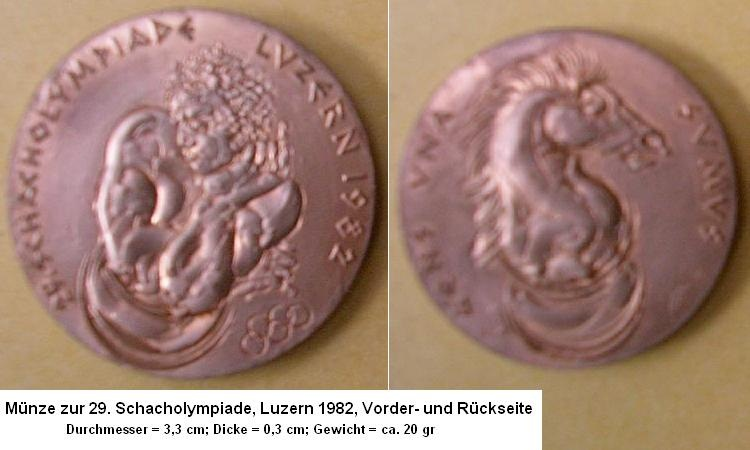
Medalles amb el logotip de l'Olimpíada d'escacs de 1982. A la imatge de la dreta s'hi pot llegir el lema de la FIDE, Gens una sumus.

L'Olimpíada d'escacs de 1982 fou un torneig d'escacs per equips nacionals que se celebrà entre el 29 d'octubre i el 26 de novembre de 1982 a Lucerna, Suïssa. Va ser la vint-i-cinquena edició oficial de les Olimpíades d'escacs, i va incloure tant una competició absoluta com una de femenina. També s'hi va celebrar, conjuntament, l'Assemblea General de la FIDE, en el curs de la qual fou elegit com a nou president en Florencio Campomanes.

## Torneig obert
Al torneig obert hi participaren 92 equips, en representació de 91 països (Suïssa, com a organitzador, hi presentà dos equips), per un total de 545 jugadors (sis per equip, dels quals dos eren suplents). La competició es disputà per sistema suís, a 14 rondes.
El torneig fou dominat per la Unió Soviètica, que, guiada per Anatoli Kàrpov i Kaspàrov, anava líder després de la cinquena ronda, guanyant tots els matxs a excepció d'un empat amb els Països Baixos a la sisena ronda. En la desena ronda, la resta d'equips ja lluitaven només per les medalles d'argent i de bronze (els soviètics ja estaven per davant en 4 punts): Anglaterra havia sofert una sèrie de derrotes, mentre que l'Argentina va perdre la seva oportunitat en caure per 4-0 davant els soviètics. Txecoslovàquia i els Estats Units es col·locaren en segon i tercer lloc respectivament després de l'onzena ronda, i van romandre en aquesta posició fins al final, mentre que Iugoslàvia va arribar a situar-se a mig punt dels EUA a causa de les seves victòries contra l'anglesos i alemanys; Hongria, campiona quatre anys abans, no va poder passar de la cinquena plaça després d'alguns decebedors resultats.

### Resultats per equips
| Pos.              | Equip          | Jugadors | Elo  | Punts |
| ----------------- | -------------- | --- | ---- | ----- |
| Medalla d'or      | Unió Soviètica | GM Anatoli Kàrpov, GM Garri Kaspàrov, GM Lev Polugaievski, GM Aleksandr Beliavski, GM Mikhaïl Tal, GM Artur Iussúpov                                | 2651 | 42,5  |
| Medalla de plata  | Txecoslovàquia | GM Vlastimil Hort, GM Jan Smejkal, GM Ľubomír Ftáčnik, GM Vlastimil Jansa, GM Ján Plachetka, MI Jan Ambrož                                          | 2539 | 36    |
| Medalla de bronze | Estats Units   | GM Walter Browne, GM Yasser Seirawan, GM Lev Alburt, GM Lubomir Kavalek, GM James Tarjan, GM Larry Christiansen                                     | 2580 | 35,5  |
| 4                 | Iugoslàvia     | GM Ljubomir Ljubojević, GM Svetozar Gligorić, GM Vlatko Kovačević, GM Dragoljub Velimirović, GM Božidar Ivanović, GM Krunoslav Hulak                | 2554 | 35    |
| 5                 | Hongria        | GM Lajos Portisch, GM Zoltán Ribli, GM Gyula Sax, MI József Pintér, GM István Csom, MI Attila Grószpéter,                                           | 2579 | 33,5  |
| 6                 | Bulgària       | GM Georgi Tringov, GM Ivan Radulov, MI Petar Velikov, MI Vantzislav Inkiov, MI Dimitar Donchev, MI Luben Popov                                      | 2475 | 33,5  |
| 7                 | Polònia        | MI Aleksander Sznapik, GM Włodzimierz Schmidt, GM Adam Kuligowski, MI Jan Adamski, MI Jacek Bielczyk, Artur Sygulski                                | 2459 | 33    |
| 8                 | Dinamarca      | MI Jens Kristiansen, MI Erling Mortensen, MF Steen Fedder, FM Jacob Øst-Hansen, Jens Ove Fries-Nielsen                                              | 2433 | 32,5  |
| 9                 | Cuba           | GM Guillermo García González, GM Jesús Nogueiras, GM Amador Rodríguez Céspedes, GM Román Hernández, GM Silvino García Martínez, MI José Luís Vilela | 2483 | 32,5  |
| 10                | Anglaterra     | GM Anthony Miles, GM John Nunn, GM Jonathan Speelman, GM Michael Stean, MI Jonathan Mestel, MI Murray Chandler                                      | 2561 | 32    |

### Resultats individuals

#### Primer tauler
|                   | Jugador                 | País       | Punts | Partides | Percentatge |
| ----------------- | ----------------------- | ---------- | ----- | -------- | ----------- |
| Medalla d'or      | MI Zenón Franco Ocampos | Paraguai   | 11    | 13       | 84,6        |
| Medalla de plata  | Eric Girault            | Mònaco     | 10    | 12       | 83,3        |
| Medalla de bronze | GM Ljubomir Ljubojević  | Iugoslàvia | 11    | 14       | 78,6        |

#### Segon tauler
|                   | Jugador            | País           | Punts | Partides | Percentatge |
| ----------------- | ------------------ | -------------- | ----- | -------- | ----------- |
| Medalla d'or      | MI Rico Mascariñas | Filipines      | 7,5   | 9        | 83,3        |
| Medalla de plata  | Patrick Sargos     | Senegal        | 11,5  | 14       | 82,1        |
| Medalla de bronze | GM Garri Kaspàrov  | Unió Soviètica | 8,5   | 11       | 77,3        |
| Medalla de bronze | MI Robert Jamieson | Austràlia      | 8,5   | 11       | 77,3        |

#### Tercer tauler
|                   | Jugador                 | País      | Punts | Partides | Percentatge |
| ----------------- | ----------------------- | --------- | ----- | -------- | ----------- |
| Medalla d'or      | Carlos Matamoros Franco | Equador   | 7     | 9        | 77,8        |
| Medalla de plata  | Suchart Chaivichit      | Tailàndia | 9     | 12       | 77          |
| Medalla de bronze | MI Jean Hebert          | Canadà    | 8,5   | 12       | 70,8        |

#### Quart tauler
|                   | Jugador                | País            | Punts | Partides | Percentatge |
| ----------------- | ---------------------- | --------------- | ----- | -------- | ----------- |
| Medalla d'or      | Simen Agdestein        | Noruega         | 9     | 12       | 75          |
| Medalla de plata  | Ye Jiangchuan          | R.P. de la Xina | 8,5   | 12       | 70,8        |
| Medalla de bronze | GM Aleksandr Beliavski | Unió Soviètica  | 7     | 10       | 70          |
| Medalla de bronze | Andreas Huss           | Suïssa B        | 7     | 10       | 70          |
| Medalla de bronze | Nikolaos Gavrilakis    | Grècia          | 7     | 10       | 70          |

#### Cinquè tauler (primer suplent)
|                   | Jugador         | País           | Punts | Partides | Percentatge |
| ----------------- | --------------- | -------------- | ----- | -------- | ----------- |
| Medalla d'or      | FM Daniel Roos  | França         | 9     | 11       | 81,8        |
| Medalla de plata  | GM Mikhaïl Tal  | Unió Soviètica | 6,5   | 8        | 81,3        |
| Medalla de bronze | GM James Tarjan | Estats Units   | 7     | 9        | 77,8        |

#### Sisè tauler (segon suplent)
|                   | Jugador         | País              | Punts | Partides | Percentatge |
| ----------------- | --------------- | ----------------- | ----- | -------- | ----------- |
| Medalla d'or      | Stuart Fancy    | Papua Nova Guinea | 8     | 9        | 88,9        |
| Medalla de plata  | Maijai Kavaluk  | Tailàndia         | 6     | 7        | 85,7        |
| Medalla de bronze | Amos Mungyereza | Uganda            | 8,5   | 10       | 85          |

## Torneig femení
Al torneig femení s'hi enfrontaren 45 equips, entre els quals n'hi havia dos de suïssos; la República Dominicana, tot i que inscrita, no va arribar i va ser retirat de la competició després de la primera ronda. Cada equip el componien quatre jugadores, una de les quals era suplent, i hi havia un total de 176 jugadores inscrites. Com per al torneig masculí, la fórmula de competició fou el sistema suís, a 14 rondes.
La Unió Soviètica va guanyar amb facilitat, deixant almenys un punt de diferència entre elles i la resta d'equips a la quarta ronda; a continuació es van classificar Romania i Hongria. Les hongareses guanyaren la medalla de bronze tot i perdre l'última ronda, gràcies a la victòria per 2,5-0,5 sobre Bulgària a la penúltima ronda, cosa que li va permetre allunyar Polònia.

### Resultats per equips
| Pos.              | Equip           | Jugadores                                                                                             | Elo  | Punts |
| ----------------- | --------------- | --- | ---- | ----- |
| Medalla d'or      | Unió Soviètica  | GMF Maia Txiburdanidze, GMF Nana Aleksàndria, GM Nona Gaprindaixvili, GMF Nana Ioseliani              | 2360 | 33    |
| Medalla de plata  | Romania         | MIF Margareta Mureşan, GMF Marina Pogorevici, MIF Dana Terescenco-Nutu, MIF Elisabeta Polihroniade    | 2197 | 30    |
| Medalla de bronze | Hongria         | GMF Zsuzsa Veröci, GMF Mária Ivánka, MIF Mária Porubszky-Angyalosine, MFF Tünde Csonkics              | 2205 | 26    |
| 4                 | Polònia         | GMF Hanna Ereńska-Radzewska, MIF Agnieszka Brustman, MIF Małgorzata Wiese, MIF Grażyna Szmacińska,    | 2153 | 25,5  |
| 5                 | R.P. de la Xina | MIF Liu Shilan, MIF Wu Mingqian, MIF An Yangfeng                                                      | 2090 | 24,5  |
| 6                 | RFA             | GMF Barbara Hund, MIF Gisela Fischdick, MIF Petra Feustel, Anni Laakmann                              | 2185 | 24,5  |
| 7                 | Suècia          | Pia Cramling, MIF Borislava Borisova, Margaretha Aatolainen, Christina Nyberg                         | 2122 | 24    |
| 8                 | Països Baixos   | MIF Corry Vreeken, Carla Bruinenberg, MIF Erika Belle, Hanneke Van Parreren                           | 2058 | 23,5  |
| 9                 | Índia           | MIF Rohini Khadilka, MIF Jayshree Khadilkar, MIF Vasanti Khadilkar, Bhagyashree Sathe                 | 2007 | 23,5  |
| 10                | Espanya         | MIF Nieves Garcia Vicente, Maria del Pino Garcia Padron, Julia Gallego Eraso, MIF Pepita Ferrer Lucas | 2112 | 23    |

### Resultats individuals

#### Primer tauler
|                   | Jugadora               | País           | Punts | Partides | Percentatge |
| ----------------- | ---------------------- | -------------- | ----- | -------- | ----------- |
| Medalla d'or      | Barbara Pernici        | Itàlia         | 9,5   | 12       | 79,2        |
| Medalla de plata  | Pia Cramling           | Suècia         | 11    | 14       | 78,6        |
| Medalla de bronze | GMF Maia Txiburdanidze | Unió Soviètica | 9     | 12       | 75          |
| Medalla de bronze | GMF Zsuzsa Veröci      | Hongria        | 10,5  | 14       | 75          |
| Medalla de bronze | MIF Nava Shterenberg   | Canadà         | 9     | 12       | 75          |

#### Segon tauler
|                   | Jugadora              | País           | Punts | Partides | Percentatge |
| ----------------- | --------------------- | -------------- | ----- | -------- | ----------- |
| Medalla d'or      | GMF Nana Aleksàndria  | Unió Soviètica | 7,5   | 9        | 83,3        |
| Medalla de plata  | MIF Sheila Jackson    | Anglaterra     | 8,5   | 12       | 70,8        |
| Medalla de bronze | GMF Marina Pogorevici | Romania        | 7,5   | 11       | 68,2        |

#### Tercer tauler
|                   | Jugadora                 | País           | Punts | Partides | Percentatge |
| ----------------- | ------------------------ | -------------- | ----- | -------- | ----------- |
| Medalla d'or      | MIF Dana Terescenco-Nutu | Romania        | 11    | 12       | 91,7        |
| Medalla de plata  | GM Nona Gaprindaixvili   | Unió Soviètica | 11,5  | 13       | 88,5        |
| Medalla de bronze | MIF Erika Belle          | Països Baixos  | 9,5   | 12       | 79,2        |

#### Quart tauler (suplent)
|                   | Jugadora                    | País     | Punts | Partides | Percentatge |
| ----------------- | --------------------------- | -------- | ----- | -------- | ----------- |
| Medalla d'or      | MIF Elisabetha Polihroniade | Romania  | 7     | 9        | 77,8        |
| Medalla d'or      | Teresa Leyva                | Colòmbia | 7     | 9        | 77,8        |
| Medalla de bronze | MIF Grażyna Szmacińska      | Polònia  | 7     | 10       | 70          |

## Participants
Varen participar en ambdós torneigs:
- Argentina
- Austràlia
- Àustria
- Bèlgica
- Brasil
- Bulgària
- Canadà
- R.P. de la Xina
- Colòmbia
- Egipte
- Filipines
- Finlàndia
- França
- Gal·les
- RFA
- Japó
- Grècia
- Índia
- Indonèsia
- Anglaterra
- Irlanda
- Islàndia
- Illes Verges Americanes
- Israel
- Itàlia
- Iugoslàvia
- Mèxic
- Mongòlia
- Països Baixos
- Noruega
- Nova Zelanda
- Polònia
- Romania
- Escòcia
- Espanya
- Suècia
- Suïssa[10]
- Estats Units
- Trinitat i Tobago
- Turquia
- Hongria
- Unió Soviètica
- Veneçuela
- Zàmbia

Participaren només al torneig open:
- Albània
- Algèria
- Andorra
- Angola
- Bermudes
- Botswana
- Brunei
- Xile
- Xipre
- Txecoslovàquia
- Cuba
- Dinamarca
- Equador
- Emirats Àrabs Units
- Illes Fèroe
- Illes Verges Britàniques
- Jamaica
- Jordània
- Guatemala
- Guernsey-Jersey (equip unificat)
- Hong Kong
- Hondures
- Kenya
- Líban
- Líbia
- Luxemburg
- Malàisia
- Mònaco
- Malta
- Nigèria
- Pakistan
- Papua Nova Guinea
- Paraguai
- Portugal
- Puerto Rico
- República Dominicana
- Senegal
- Singapur
- Síria
- Sri Lanka
- Surinam
- Tailàndia
- Tunísia
- Uganda
- Uruguai
- Zaire
- Zimbàbue